# Stabilizacijske snage u Bosni i Hercegovini
Stabilizacijske snage (eng. Stabilisation Force, SFOR) bile su međunarodne mirovne snage pod vodstvom NATO-a raspoređene u Bosni i Hercegovini nakon rata. Iako je SFOR vodio NATO, nekoliko zemalja koje nisu članice NATO-a sudjelovalo je sa svojim postrojbama. U prosincu 2004. godine, SFOR JE zamijenjen novom misijom naziva EUFOR Althea.

## Misija
Navedena misija SFOR-a bila je "odvratiti neprijateljstva i stabilizirati mir, doprinijeti sigurnom okruženju pružanjem stalne vojne nazočnosti u Zoni odgovornosti (eng. Area Of Responsibility, AOR), ciljati i koordinirati podršku SFOR-a ključnim područjima uključujući primarne civilne provedbene organizacije, i napredak prema trajnoj konsolidaciji mira, bez daljnje potrebe za snagama pod vodstvom NATO-a u Bosni i Hercegovini".

## Ustroj i povijest
SFOR je osnovan Rezolucijom 1088 Vijeća sigurnosti 12. prosinca 1996. godine. Naslijedio je mnogo veće Provedbene snage IFOR koje su raspoređene u Bosnu i Hercegovinu 20. prosinca 1995. s jednogodišnjim mandatom. Zapovjednici SFOR-a, od kojih je svaki služio jednogodišnji mandat, bili su general William W. Croch, general Eric Shinseki, general Montgomery Meigs, general-pukovnik Ronald Adams, general-pukovnik Michael Dodson, general-pukovnik John B. Sylvester, por. General William E. Ward, general bojnik Virgil Packett i brigadni general Steven P. Schook.
SFOR je djelovao kao potpora NATO operaciji Joint Guard i Operation Joint Forge .
Broj postrojbi smanjen je na otprilike 12 000 do kraja 2002. i na približno 7 000 do kraja 2004. Tijekom summita NATO-a u Istanbulu 2004. najavljen je kraj misije SFOR-a.
Zamijenjen je EUFOR-om Althea Europske unije, 2. prosinca 2004. u NATO stožeru, u bazi Butmir, Sarajevo, BiH. Operaciju Joint Forge naslijedila je operacija EU Althea.
SFOR je bio podijeljen u tri zone djelovanja:
- Mostar MND(SE) – talijanski, francuski, njemački, španjolski
- Banja Luka MND(NW) – američki, britanski, kanadski, češki, nizozemski. Britanski kodni naziv za njihove aktivnosti u IFOR-u bio je Operation Resolute, a SFOR je bio Operation Lodestar (do lipnja 1998.) i Operation Palatine (od lipnja 1998.). Kanadska misija nazvana je Operacija Palladium (1996. do 2004.).
- Tuzla MND(N) – američki, turski, ruski i nordijsko-poljski.

(Neke jedinice imale su trupe stacionirane izvan dodijeljene zone)
Tri AO-a bile su poznate pod zajedničkim nazivom Multinacionalne divizije do kraja 2002. godine, kada su smanjene u opsegu na Multinacionalne brigade.
SFOR je djelovao prema pravilima angažiranja za nametanje mira, a ne za održavanje mira. Na primjer, odobreno je 1997. da se neutraliziraju objekti srpske radio-televizije. Tijekom svog mandata SFOR je uhitio 29 osoba koje su bile optužene za ratne zločine. Uhićeni su prebačeni u Međunarodni kazneni sud za bivšu Jugoslaviju u Nizozemskoj.
Pripadnici američkih snaga koji su služili u SFOR-u nagrađeni su medaljom za ekspediciju oružanih snaga i medaljom NATO-a.
SFOR je djelovao u sklopu Operacija Zajednička straža i Operacija Zajednička kovačnica. Kako je vrijeme odmicalo, broj vojnika dodijeljenih SFOR-u je opadao. Dana 2. prosinca 2004. SFOR se raspustio, a njegove su funkcije preuzele vojne postrojbe iz Europske unije organizirane kao Snage Europske unije (EUFOR).

### Zračne operacije
Nekoliko uzastopnih zračnih operacija poduprlo je stabilizacijske napore.
- Operacija Spriječiti let (travanj 1993. – prosinac 1996.)
- Operacija Odlučna oštrica (prosinac 1995. – prosinac 1996.)
- Operacija Odlučna straža (prosinac 1996. – lipanj 1998.)
- Operacija Namjerna kovačnica (lipanj 1998. – rujan 2004.)

## Države
SFOR je sudjelovao u operaciji Zajednička straža (21. prosinca 1996. – 19. lipnja 1998.) i operaciji Zajednička kovačnica (20. lipnja 1998. – 2. prosinca 2004.).
Države NATO-a koje su davale vojnike uključivale su:
- Albanija
- Belgija
- Bugarska
- Kanada
- Češka
- Danska
- Estonija
- Finska
- Francuska
- Njemačka
- Grčka
- Mađarska
- Island
- Italija
- Latvija
- Litva
- Luksemburg
- Nizozemska
- Norveška
- Poljska
- Portugal
- Rumunjska
- Španjolska
- Slovačka
- Slovenija
- Turska
- Ujedinjeno Kraljevstvo
- SAD

Države koje nisu članice NATO-a dale su trupe uključujući:
- Argentina
- Australija
- Austrija
- Egipat
- Malezija
- Maroko
- Novi Zeland
- Irska
- Rusija
- Švedska
- Ukrajina

## Daljnje čitanje
- Phillips, R. Cody. Bosnia-Herzegovina: The U.S. Army's Role in Peace Enforcement Operations 1995–2004. United States Army Center of Military History. Washington, D.C.. CMH Pub 70-97-1. Inačica izvorne stranice arhivirana 9. prosinca 2013. Pristupljeno 11. lipnja 2010.
- Lambert, Nicholas. 2002. Measuring the success of the NATO operation in Bosnia and Herzegovina 1995–2000. European Journal of Operational Research. 140 (2): 459–481. doi:10.1016/S0377-2217(02)00083-8

## Vanjske poveznice
- Službena stranica
- US Air Force News article on Operation Joint Forge